# Trawniki (garde)
Pour les articles homonymes, voir Trawniki.
Les Trawnikis (allemand : Trawnikimänner ou Wachmänner) étaient les gardes recrutés en Europe de l'Est, souvent des prisonniers de guerre soviétiques, qui furent formés dans le camp du même nom pour servir d'auxiliaires (Hiwis, auxiliaires volontaires) aux SS dans l'Aktion Reinhardt et le processus de déportation et d'encadrement dans les camps d'extermination,.

## Histoire
Entre septembre 1941 et septembre 1942, les SS et la police allemande forment 2 500 hommes Trawnikis connus sous le nom Hiwi Wachmänner (auxiliaires volontaires) dans le camp de Trawniki ; 5 082 seront en service actif avant la fin de 1944. Les Trawnikimänner ont été organisés par Karl Streibel en deux bataillons SS Sonderdienst.
Bien que la majorité des hommes Trawnikis ou des Hiwis étaient des prisonniers de guerre, quelques-uns se revendiquaient Volksdeutsche d’Europe de l’Est,, appréciés pour leur maîtrise du polonais, du russe, de l’ukrainien et d’autres langues des territoires alors occupés. Tous les officiers du camp de Trawniki étaient des Reichsdeutsche (Allemands du Reich) et la plupart des commandants d’escouade étaient des Volksdeutsche. Les civils conscrits et les anciens prisonniers de guerre soviétiques comprenaient des Arméniens, Azerbaïdjanais, Biélorusses, Estoniens, Géorgiens, Lettons, Lituaniens, Russes, Tatars et Ukrainiens. Les Trawnikis ont joué un rôle majeur dans l'opération Reinhard, le plan nazi d'extermination des Juifs polonais. Ils ont également servi dans les camps d'extermination et joué un rôle important dans l'anéantissement du soulèvement du ghetto de Varsovie (voir le rapport Stroop), entre autres.
Des milliers de bénévoles servirent dans le territoire du gouvernement général en Pologne occupée jusqu'à la fin de la Seconde Guerre mondiale.

### Camp d'extermination de Belzec
Environ 120 gardes, issus de détachements de prisonniers de guerre soviétiques « libérés », « ayant conquis leurs galons au camp d’entraînement de Trawniki », essentiellement d'origine ukrainienne, mais aussi en provenance d'autres républiques soviétiques, des pays baltes ou de Russie, exerçaient dans le camp d'extermination de Belzec. Ce groupe comporte également des Volksdeutschen qui bénéficient d'une plus grande confiance de la part des Allemands. L'effectif varie en fonction des besoins, passant de 90 à 100 gardiens au début des activités du camp, puis à 120 ou 130 hommes lors de l'intensification des exterminations, pour être réduit à 60 ou 70 Wachmänner (gardes) au moment du démantèlement du camp.
Ces gardiens provenant de Trawniki sont connus sous différentes dénominations : Trawniki-Männer, Hiwis, Askars, Wachmänner, « les noirs » ou les Ukrainiens. S'ils sont toujours placés sous le commandement d'un SS, les Wachmänner ont leur hiérarchie et leur structure propres (compagnie, pelotons et sections), les postes à responsabilité étant systématiquement confiés à des Volksdeutschen. Il est probable qu'ils ne prennent connaissance de la nature précise de leur affectation et des tâches qui leur seront confiées qu'à leur arrivée au camp. Cela ne semble pas poser de problème, la plupart d'entre eux s'adaptant facilement à leur implication dans le processus d'extermination de masse et traitant les Juifs avec une grande brutalité, tout en étant eux-mêmes victimes de la violence des SS.
Les trois pelotons de Wachmänner travaillent par rotation à l'extérieur du camp, pour la surveillance des Arbeitsjuden chargés de couper du bois et des branches pour maintenir le camouflage des installations en bon état, et à l'intérieur de l'enceinte des camps I et II, où ils sont chargés de la surveillance des déportés et de l'ensemble du processus d'extermination, extermination à laquelle ils prennent une part active et indispensable vu le nombre réduit de SS affectés à Belzec. Une déposition faite par un ancien Wachmann devant les autorités judiciaires soviétiques, datée du 2 août 1966, est très claire sur ce point : « Je veux dire que tous les gardiens ayant servi dans le camp d'extermination de Belzec ont réalisé les mêmes tâches. Toute l'équipe occupée à protéger le camp un jour était remplacée le lendemain par une autre. Les équipes participaient en alternance à la surveillance des sites et à l'assassinat des gens ».
Même si la violence à l'encontre des déportés fait partie intégrante des opérations d'extermination et résulte d'ordres directs de Wirth, certains Wachmänner « éprouvèrent sans doute du plaisir à tuer ». Lorsqu’il dépeint le comportement d'un des chefs de peloton, Rudolf Reder, l'un des rares survivants du camp, déclare : « Il nous frappait en donnant des coups de poing et de pied. S'il estimait que quelqu'un tirait au flanc, il lui ordonnait de se coucher face contre terre et lui assénait 25 coups de cravache. Le détenu devait les compter et, s'il se trompait, il lui en donnait 25 de plus. D'ordinaire, un homme ne pouvait supporter 50 coups. Le malheureux se traînait ensuite jusqu'à son baraquement et mourait le lendemain ».
Si les Wachmänner se comportent généralement en exécuteurs zélés des ordres des SS, ils enfreignent fréquemment le règlement en entretenant des contacts avec des habitants polonais du village, avec lesquels ils organisent un marché noir, échangeant des objets de valeur, des devises ou des vêtements de qualité provenant des déportés, contre de la nourriture et de l'alcool ou des relations avec des prostituées, faisant ainsi systématiquement preuve d'insubordination. Les états d'ébriété pendant le service sont fréquents, ainsi que la violation du secret sur la nature exacte des activités du camp. Ces comportements sont sévèrement réprimés par les SS et conduisent, dans certains cas, à des exécutions. Des fuites ou tentatives de fuite se produisent également, notamment en juillet 1942 et au début du mois de mars 1943 : les Wachmänner qui y participent sont fusillés.